# Lillo (kommunhuvudort)
Lillo är en kommunhuvudort i Spanien.   Den ligger i provinsen Toledo och regionen Kastilien-La Mancha, i den centrala delen av landet, 80 km söder om huvudstaden Madrid. Lillo ligger 687 meter över havet och antalet invånare är 2 615.
Terrängen runt Lillo är platt. Runt Lillo är det ganska glesbefolkat, med 48 invånare per kvadratkilometer. Närmaste större samhälle är Villacañas, 11,4 km söder om Lillo. Trakten runt Lillo består till största delen av jordbruksmark.